# 1981 год в истории метрополитена
В этой статье перечисляются основные  события из истории метрополитенов в 1981 году. Полужирным шрифтом выделены открытия новых транспортных систем.

## События
- 7 марта — открыт Ереванский метрополитен. Пусковой участок первой очереди длиной 7,6 км (из которых 1,9 км — наземная часть) с четырьмя станциями: «Барекамутюн», «Сараланджи» (ныне «Маршала Баграмяна»), «Еритасардакан», «Сасунци Давид».
- 10 июля — открыты 39-я и 40-я станции Ленинградского метрополитена на Невско-Василеостровской линии: «Пролетарская» и «Обухово».
- 26 июля — открыта первая линия Фукуокского метрополитена.[1]
- 14 сентября открыт участок Линии B Лионского метрополитена от станции Гар Пар-Дьё — Вивье Мерль до станции Жан Масе.
- 4 октября — открыт первый участок Дюссельдорфского метрополитена от станции Kennedydamm до станции Victoriaplatz/Klever Straße.
- 27 ноября — открытие участка Universität — Planckstraße — Margarethenhöhe (3,6 км) Эссенского метрополитена.
- 19 декабря — открыт третий участок Куренёвско-Красноармейской линии Киевского метрополитена длиной 2,1 км с двумя станциями: «Площадь Льва Толстого» (ныне «Площадь Украинских Героев») и «Республиканский стадион» (ныне «Олимпийская»).
- 26 декабря — на действующем участке Ереванского метрополитена открыта станция «Ленини храпарак» (ныне «Ханрапетутиан храпарак»).[2]

## Происшествия
| Дата    | Метро                   | Погибли   | Пострадали | Описание |
| ------- | ----------------------- | --------- | ---------- | --- |
| 12 июня | Московский метрополитен | 0 (или 7) | ???        | На перегоне «Третьяковская» — «Октябрьская» возник пожар в деревянном ящике с аккумуляторными батареями под вагоном типа «Г». Сгорели четыре старых вагона этой модификации до степени исключения из инвентаря. Пострадали несколько пожарных, отравившись продуктами горения. Жертв не было. По другим данным, погибли минимум 7 человек. Причина — неисправность аккумулятора. |